# Принцип пересічності
Принцип пересічності (іноді також іноді помилково називається Принципом посередності) — принцип у філософії науки, що полягає в твердженні того, що ні Земля, ні люди на ній не є чимось особливим у Всесвіті. Принцип стверджує, що існує або можливе існування великої кількість планет і цивілізацій подібної до нашої. Цей принцип є узагальненням принципу Коперника[джерело?], який стверджує те ж саме, тільки для Землі як планети.
Доти, поки не виявлено інших розумних істот у Всесвіті, цей принцип є лише припущенням. Земля, як планета, звичайно ж пересічна, але людина, як істота, що має самосвідомість, поки унікальна, а не зовсім пересічна у Всесвіті. Тому нинішню ситуацію можна ідентифікувати як невизначену, роздвоєну: ні принцип пересічності, ні його протилежність, яку умовно можна назвати принципом унікальності, не підтверджені (але й не спростовані) наявними фактами.
Принцип пересічності є протилежністю антропному принципом. У своїй філософській праці «Сума технології» Станіслав Лем явно користується цим принципом при аналізі єдиності життя у Всесвіті.